# Hybovalgus bioculatus
Hybovalgus bioculatus är en skalbaggsart som beskrevs av Hermann Julius Kolbe 1904. Hybovalgus bioculatus ingår i släktet Hybovalgus och familjen Cetoniidae. Inga underarter finns listade i Catalogue of Life.